# (11020) Orwell
(11020) Orwell ist ein Asteroid des Hauptgürtels, der am 31. Juli 1984 vom tschechischen Astronomen Antonín Mrkos am Kleť-Observatorium (IAU-Code 046) nahe der Stadt Český Krumlov in Böhmen in Tschechien entdeckt wurde. Frühere Sichtungen des Asteroiden hatte es vorher schon am 24. September 1979 unter der vorläufigen Bezeichnung 1979 SA9 am Krim-Observatorium in Nautschnyj gegeben.
Der Asteroid gehört der Themis-Familie an, einer Gruppe von Asteroiden, die nach (24) Themis benannt wurde.
(11020) Orwell wurde am 23. Mai 2000 nach dem englischen Schriftsteller, Essayisten und Journalisten George Orwell (1903–1950) benannt, der durch seine Werke Farm der Tiere und 1984 weltbekannt wurde.